# Bergom (Örnsköldsvik)
Bergom is een plaats in de gemeente Örnsköldsvik in het landschap Ångermanland en de provincie Västernorrlands län in Zweden. De plaats heeft 86 inwoners (2005) en een oppervlakte van 17 hectare. De plaats ligt aan de meren Inre Bergomssjön en Yttre Bergomssjön.